# オーストリア帝国

オーストリア帝国
Kaisertum Österreich (ドイツ語)

国歌: Gott erhalte Franz den Kaiser（ドイツ語）
神よ、皇帝フランツを守り給え
 
オーストリア帝国の領土（1815年）

| 先代 | 次代                                                                              |
| --- | --------------------------------------------------------------------------------- |
| 神聖ローマ帝国 オーストリア大公国 ザルツブルク選帝侯領 ハンガリー王国 ヴェネツィア共和国 ミラノ公国 ボヘミア王国 クロアチア王国 スラヴォニア王国 ガリツィア・ロドメリア王国 ドイツ連邦 トランシルヴァニア公国 ロンバルド・ヴェネト王国 | ドイツ連邦 オーストリア＝ハンガリー帝国 ∟ツィスライタニエン ∟トランスライタニエン |

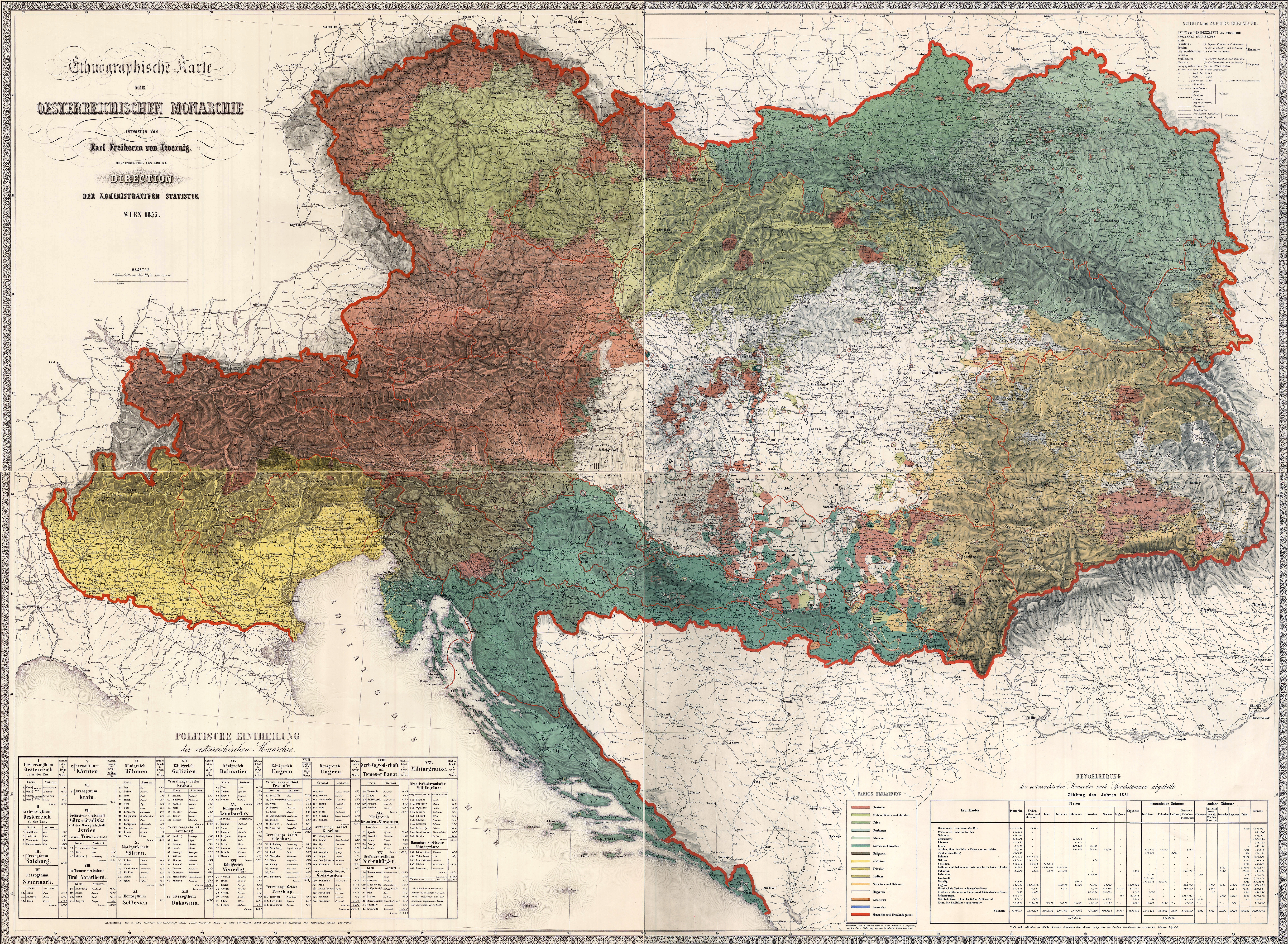
1855年のオーストリア帝国民族分布図

オーストリア帝国（オーストリアていこく、ドイツ語: Kaisertum Österreich、当時の公式表記は Kaiserthum Österreich）は、1804年の成立から1867年のオーストリア＝ハンガリー帝国への改組まで、オーストリアのハプスブルク＝ロートリンゲン家（以下、単に「ハプスブルク家」と呼ぶ）がオーストリア皇帝として支配した多民族国家である。
前身のオーストリア大公国や、ボヘミア王国・ハンガリー王国などの同君連合国家群だった時代と、オーストリア帝国、オーストリア＝ハンガリー帝国の時代とをあわせて、ハプスブルク帝国と総称される。
厳密には第一次世界大戦敗戦までオーストリア帝国は存続しているが、本記事ではアウスグライヒまでを扱う。

## 概要
17世紀初頭から続いた三十年戦争を経て成立したヴェストファーレン体制によって、オランダやスイスの独立、神聖ローマ帝国内の諸邦に自治権が与えられるなど、神聖ローマ帝国の権力は低くなった。また、この体制によって、カトリック教会とプロテスタント教会が対等な関係にあることが保証され、宗教国家としての神聖ローマ帝国は権威を失うこととなる。さらに18世紀のオーストリア継承戦争や七年戦争などによって、神聖ローマ皇帝の座を事実上世襲していたオーストリア大公国自体の弱体化などが重なったことによって、政体としての神聖ローマ帝国の形骸化は誰の目にも明らかとなった。
また、その後のナポレオン第一執政期において、ナポレオン戦争によってダメージを負ったハプスブルク家は、事実上の国家を形成していた中東欧に広がるオーストリア大公国を中核とする支配領域（ハプスブルク帝国）をもってオーストリア帝国を形成、帝室の勢力圏を再編成した。
オーストリア帝国の時代の前半はナポレオン戦争とその後のメッテルニヒ時代であり、後半は1848年「諸国民の春」によるウィーン体制崩壊後のフランツ・ヨーゼフ1世時代前半である。この時代はまたドイツ近代国家の模索期で、「オーストリア皇帝を戴く大ドイツ主義」か、「プロイセン王を戴く小ドイツ主義」かで揺れ動いていた。広大な非ドイツ人地域の分離を前提とする大ドイツ主義はオーストリアには迷惑千万であり、さりとて自らが統一ドイツから除外されてしまう小ドイツ主義も論外、非ドイツ人地域も包含した中欧帝国構想は時代遅れというトリレンマ状態にあった。1866年の普墺戦争にオーストリアは完敗して大ドイツ主義も中欧帝国構想も挫折、最終的にオーストリアは統一ドイツから除外される。また1848年革命に代表される非ドイツ民族の不満を収拾するため、ドイツ人に次ぐ大勢力であったハンガリー系（マジャル人）との妥協（アウスグライヒ）を選択し、1867年にオーストリア＝ハンガリー帝国（二重帝国）が発足した。
なお、二重帝国の成立後もオーストリア帝国は第一次世界大戦に敗戦するまで存続している。「オーストリア＝ハンガリー帝国」とは、オーストリア帝国と、アウスグライヒによってオーストリア帝国から形式的に独立したハンガリー王国とによる同君連合の総称である。すなわち、アウスグライヒ以後もハンガリー王国以外の領域は引き続きオーストリア帝国であった。

## 領域
- 神聖ローマ帝国の一部とされていた領域：オーストリア大公国、ボヘミア王冠領（チェコ）、ザルツブルク公国、ケルンテン公国、チロル地方など
- オスマン帝国からの征服地：ハンガリー王国の大部分、トランシルヴァニア、
  - ハンガリー王国を構成する領域：クロアチア王国、イストリア、ダルマチア
- ポーランド分割によって獲得：ガリツィア、ブコヴィナ（ガリツィア・ロドメリア王国）
- イタリア関係：ロンバルド＝ヴェネト王国、1860年まで分家がトスカーナ大公国を支配。
- 1865年から1866年にかけてシュレースヴィヒ＝ホルシュタイン公国のうちのホルシュタイン

## 主要年表
- 1804年 神聖ローマ皇帝フランツ2世、オーストリア皇帝フランツ1世として即位
- 1805年 フランス軍、ウィーン占領。アウステルリッツの戦い
- 1806年 フランツ2世、神聖ローマ皇帝位を放棄。神聖ローマ帝国の消滅。
- 1809年 フランス軍再びウィーン占領。メッテルニヒ宰相に就任
- 1810年 オーストリア皇女マリー・ルイーズとナポレオン皇帝の結婚
- 1813年 ライプツィヒの戦い（諸国民の戦い）
- 1814年 フランス戦役。ウィーン会議（-1815年）
- 1815年 ワーテルローの戦い。ドイツ連邦成立。
- 1819年 カールスバート決議
- 1831年 ポーランドの蜂起
- 1835年 フランツ1世没。フェルディナント1世即位
- 1846年 ポーランド貴族がガリツィア（クラクフ）で蜂起[1][2][要出典][注釈 1]
- 1848年
  - 2月24日 パリ二月革命、革命の風潮がヨーロッパ全土に拡大
  - 3月13日 ウィーン三月革命。メッテルニヒ亡命
  - 3月15日 ブダペストで革命
  - 5月18日 フランクフルト国民議会開催
  - 6月2日 プラハにてスラヴ民族会議始まる
  - 10月6日 ウィーン十月革命
  - 12月2日 フェルディナント1世退位。フランツ・ヨーゼフ1世即位
- 1849年
  - 3月 ロシア帝国軍、ハンガリーに介入
  - 4月 ハンガリー独立宣言
  - 8月 ハンガリー軍投降、コシュート・ラヨシュ亡命
  - 3月 欽定憲法（シュタディオン憲法）発布
- 1851年 「ジルヴェスター勅令」（欽定憲法の失効）
- 1859年 イタリア統一戦争、ソルフェリーノの戦いに敗北。ロンバルディア割譲
- 1860年 「十月勅書」発布
- 1861年 「二月勅令」発布
- 1864年 第二次シュレースヴィヒ＝ホルシュタイン戦争
- 1866年 普墺戦争、ケーニヒグレーツの戦い（サドワの戦い）。リッサ海戦。ヴェネツィア割譲。ドイツ連邦の終焉と北ドイツ連邦成立。
- 1867年 - ハンガリーとアウスグライヒ（妥協）、オーストリア＝ハンガリー二重帝国成立。以後はハンガリー王国以外の領域がオーストリア帝国に。

以後の歴史はオーストリア＝ハンガリー帝国#略年表を参照。